# Viganello

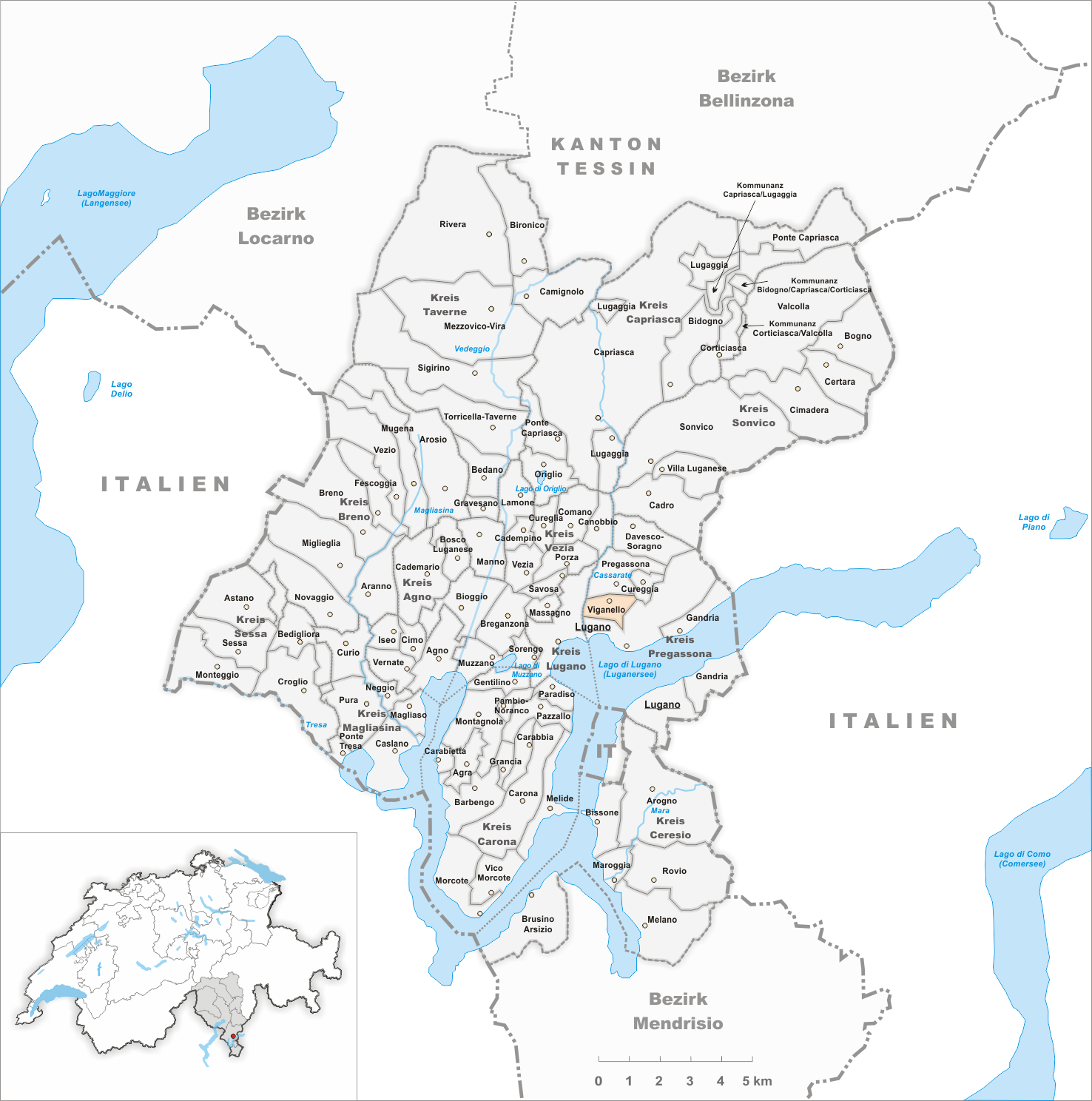
Gemeindestand vor der Fusion am 4. April 2004

Viganello ist ein Quartier (bis 2004 eine eigenständige politische Gemeinde) der Stadt Lugano im Kreis Lugano Ost, im Bezirk Lugano des Kantons Tessin in der Schweiz.

## Geographie
Das Quartier Viganello liegt zwischen 275 und 321 m ü. M. am Fuss des Monte Brè, am linken Ufer des Flusses Cassarate und 2 km nördlich von Lugano. Die Ortschaften Albonago, La Santa, Boscioro, Bottogno, Luganetto und Molinazzo gehören dazu.

## Geschichte
Eine erste Erwähnung findet das Dorf im Jahre 1300 unter dem damaligen Namen de Viganello. 1270 werden daselbst die Besitzungen des Klosters Sant’Abbondio von Como und 1353 die Zehntenrechte der Rusca von Como erwähnt.
Das Humiliatenspital Santa Maria in Lugano hatte hier 1320 Zehntrechte. Viganello gehörte zum concilium von Pregassona und wird 1335 als Gemeinde erwähnt.

## Bevölkerung
Die Bevölkerung von Viganello wuchs als Folge der Entwicklung zur Industriezone Luganos zwischen 1888 und 1910 um das Dreieinhalbfache an. Nach einem Rückgang in den nächsten zehn Jahren war von 1920 bis 1950 ein moderates Wachstum zu verzeichnen. Ab 1950 bis 2010 war nochmals eine Zunahme um das Dreieinhalbfache zu verzeichnen. Bis 2020 sank die Bewohnerzahl wieder, um anschliessend bei ca. 7000 Bewohnern zu stagnieren. 2000 waren von der erwerbstätigen Bevölkerung 82 % Wegpendler. Die meisten ehemaligen Fabrikgebäude wurden in Wohn- und Geschäftshäuser umgewandelt.
Einwohnerzahlen: Jahre 1799-2000 Volkszählungsdaten, Jahre 2004-2023 Statistik der Stadt Lugano

## Sehenswürdigkeiten
- Pfarrkirche Santa Teresa von Lisieux, Architekt Giacomo Alberti (1937–1938)[6]
- Grundschule, Architekten: Aurelio Galfetti, Flora Ruchat-Roncati und Ivo Trumpy[6]
- Gebäude La Mugina[6]
- Wohnhaus Tanzi[6]
- Ospedale italiano[6]
- Altersheim Residenza alla Meridiana, Architekt: Claudio Negrini[6]
- Villa Costanza[6]
- Villa ex Beretta-Piccoli, Architekt: Mario Chiattone[6]
- Einfamilienhaus, Architekt: Mario Botta[6]
- Im Ortsteil Albonago: Oratorium San Nicolao.[6]

## Infrastrukturen
- Ospedale Regionale di Lugano, Sede Italiano[7]
- Ehemalige Lugano-Cadro-Dino-Bahn.

## Kultur
- Alla Chiara Fonte, Verleger[8]